# 潘祕
潘 祕（はん ひ、生没年不詳）は、中国三国時代の呉の政治家。本貫は荊州武陵郡漢寿県。父は潘濬。兄は潘翥。

## 生涯
父の潘濬は『三国志』呉書に立伝される。その注に引く韋昭の『呉書』によると、潘祕は呉帝孫権の姉の娘の陳氏を娶り、湘郷県令となった。
同じくその注に引く『襄陽記』によると、荊州の大公平（州人の評価を定める役職）の習温と交わりがあった。潘祕が「かつて私の父は『貴方が我が州の議論を主導することになるだろう』と語り、現在その言葉通りになりました。また貴方の立場を継ぐ者は誰でしょうか？」と尋ねると、習温は「君以上の者はいない」と答えた。後に潘祕は尚書僕射を経て、習温の跡を継いで公平となり、州里の誉れとなった。